# Kerry Burke
Pour les articles homonymes, voir Burke.
Thomas Kerry Burke, né à Christchurch le 24 mars 1942, est un homme politique néo-zélandais.

## Biographie
Après une licence d'Histoire de l'université de Canterbury, il suit une formation d'un an à l'École de formation des enseignants à Christchurch et devient enseignant en école secondaire à Rangiora puis à Greymouth. 
Membre du Parti travailliste, il est élu député de Rangiora à la Chambre des représentants de Nouvelle-Zélande aux élections de 1972. Battu dans sa circonscription aux élections de 1975, il est élu député de la circonscription Côte-ouest (qui inclut Greymouth) à celles de 1978. De 1984 à 1987 il est ministre de l'Immigration, ministre de l'Emploi et ministre du Développement régional dans le gouvernement de David Lange. À la suite des élections de 1987, il est élu président de la Chambre des représentants. Il est fait chevalier en 1989, avant de perdre son siège de député aux élections de 1990, ce qui met un terme à sa carrière politique. 